# Jaime Alas
Jaime Enrique Alas Morales (San Salvador, 30 luglio 1989) è un calciatore salvadoregno, centrocampista del Guastatoya e della Nazionale salvadoregna.

## Carriera

### Club
Alas giocò con la maglia del San Salvador, per poi passare al River Plate. Nell'estate 2010, fece ritorno in patria, per giocare nel Luis Ángel Firpo. Il 22 giugno 2012, i norvegesi del Rosenborg raggiunse un accordo con il club salvadoregno, per acquisirne le prestazioni. Alas ebbe così il permesso di raggiungere la Norvegia, per sostenere le visite mediche e negoziare i termini personali dell'accordo. Il 28 giugno fu comunicato ufficialmente il suo passaggio al Rosenborg, formazione a cui si legò con un contratto dalla durata di tre anni e mezzo. Scelse la maglia numero 13. Il calciatore si unì ai nuovi compagni a partire dal 1º agosto successivo, con la riapertura del mercato. Debuttò nell'Eliteserien il 5 agosto, subentrando a Daniel Fredheim Holm nella vittoria per 3-0 sull'Aalesund. Il 17 luglio 2013 si trasferì in prestito agli statunitensi dei San Jose Earthquakes. Rientrato dal prestito, fu ceduto ai messicani del Ballenas Galeana in data 11 gennaio 2014.

### Nazionale
Conta 35 presenze e 6 reti per El Salvador. Partecipò alla CONCACAF Gold Cup 2011.